# Paratephritis vitreifasciata
Paratephritis vitreifasciata är en tvåvingeart som först beskrevs av Erich Martin Hering 1938.  Paratephritis vitreifasciata ingår i släktet Paratephritis och familjen borrflugor. Inga underarter finns listade i Catalogue of Life.